# .sn
.sn es el dominio de nivel superior geográfico (ccTLD) para Senegal.